# Kazimierz Białaszewicz

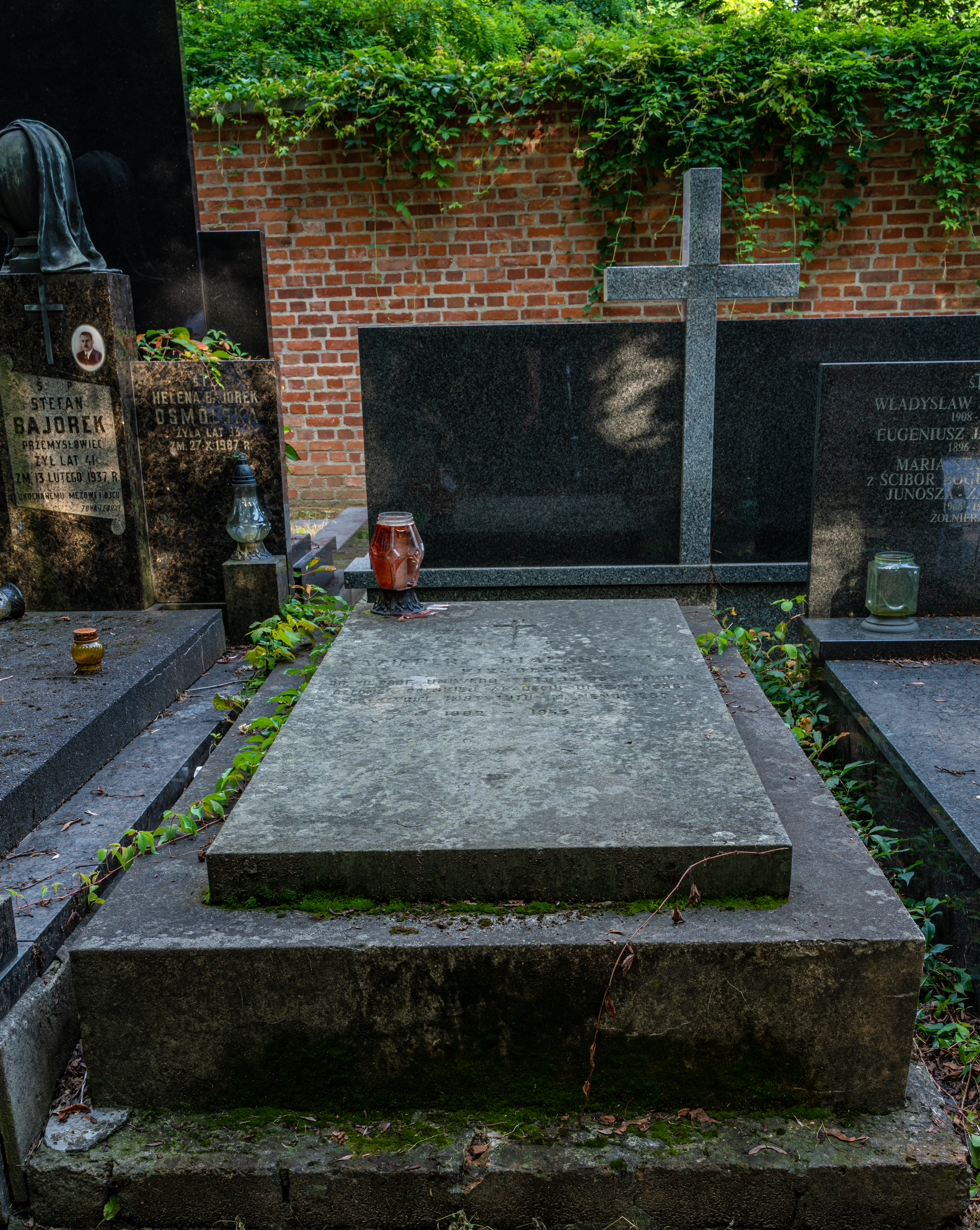
Grób Kazimierza Białaszewicza na cmentarzu Powązkowskim

Kazimierz Juliusz Białaszewicz (ur. 12 kwietnia 1882 w Suwałkach, zm. 19 stycznia 1943 w Warszawie) – polski biolog.

## Życiorys
Studiował nauki przyrodnicze : zoologię w latach 1901-1905 na Uniwersytecie Warszawskim i embriologię w latach 1905-1908 na Uniwersytecie Jagiellońskim. Odbył także studia biochemiczne w Budapeszcie. Prowadził badania między innymi w Katedrze Zoologii na Uniwersytecie w Saratowie (1910–1913) oraz w Instytucie Biologii Doświadczalnej Towarzystwa Naukowego Warszawskiego, jako kierownik Zakładu Fizjologii (1919–1943). Wykładowca fizjologii i biologii Wydziału Przyrodniczego Towarzystwa Kursów Naukowych w Warszawie (1913-1916), w latach 1914-1915 był także sekretarzem wydziału. W 1919 współorganizował Instytutu Biologii Doświadczalnej TNW i Wolną Wszechnicę Polską w Warszawie. W 1920 otrzymał tytuł profesora zwyczajnego oraz objął kierownictwo Katedry Fizjologii Zwierząt na Uniwersytecie Warszawskim. W czasie wojny wykładał na Tajnym Uniwersytecie Warszawskim.
Od 1915 członek rzeczywisty, a od 1929 członek zwyczajny TNW. W 1920 został członkiem korespondencyjnym Polskiej Akademii Umiejętności, a w 1923 członkiem czynnym. W latach 1932–1939 był delegatem PAU na Conseil perfectionnement de l'Institut Francais de Varsovie.
W pracy naukowej zajmował się fizjologią kręgowców, a w szczególności fizjologią rozwoju i przewodu pokarmowego. Poza tym  interesowała go biochemia porównawcza i fizjologia pracy. Jest autorem ok. 40 prac naukowych.
Spoczywa na cmentarzu Powązkowskim w Warszawie (kwatera 196, rząd 2, miejsce 24).

## Wybrane publikacje naukowe
- Z badań nad wzrostem zarodków płazów (1909)
- O budowie komórek parzawkowych u stułbi (1914)
- Wpływ zapłodnienia na oddychanie jaj (1915)
- Z badań porównawczych nad ogólną przemianą materii i energii (1919)
- Własności fizyczne i chemiczne materii żywej (1924)
- Przyczynek do znajomości składu mineralnego krwi u zwierząt morskich (1932)
- Przemiany chemiczne w organizmie żywym (1948)